# 13765 Nansmith
A 13765 Nansmith (ideiglenes jelöléssel 1998 SM138) a Naprendszer kisbolygóövében található aszteroida. A LINEAR projekt keretében fedezték fel 1998. szeptember 26-án.